# Територія України

Україна на карті Європи

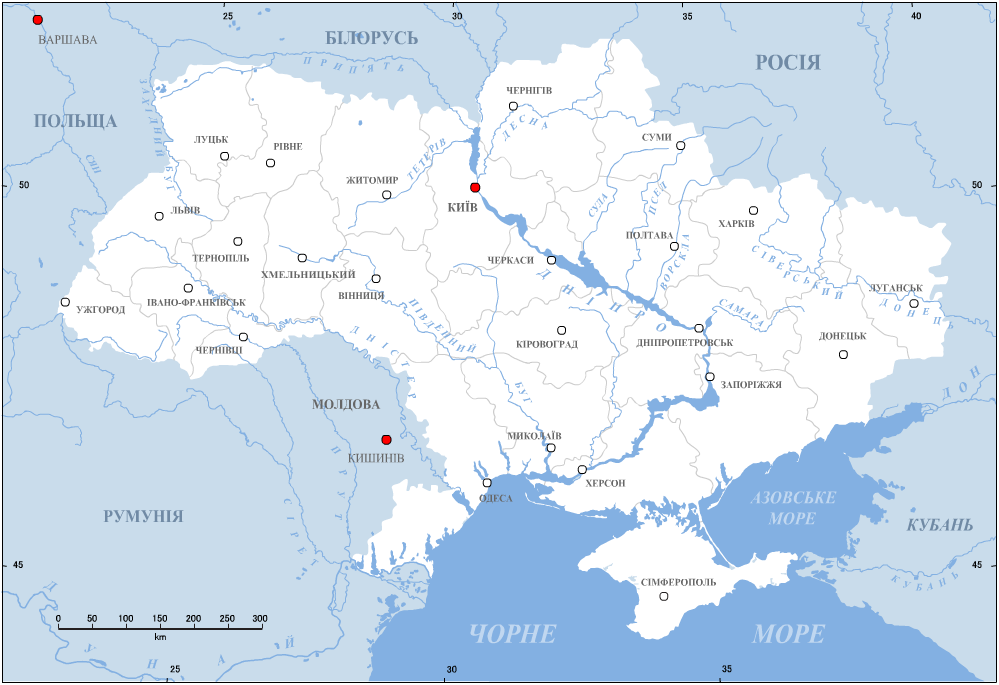
Територія України виділена білим

Межі виключних (морських) економічних зон у Чорному морі

Терито́рія України — суша, води, надра і повітряний простір, що знаходяться в межах державного кордону України.
Загальна площа території України становить 603 628 км², тобто 5,7 % території Європи і 0,44 % території світу. За цим показником вона є найбільшою країною, яка повністю лежить у Європі і другою за величиною серед країн континенту після Російської Федерації. Територія України витягнута з заходу на схід на 1316 км і з півночі на південь на 893 км, лежить приблизно між 52°20′ та 44°23′ північної широти і 22°5′ і 41°15′ східної довготи.
Поняттям «територія України» охоплюються:
а) суша, море, річки, озера та інші водойми, надра землі в межах кордону України, а також повітряний простір над сушею і водним простором, у тому числі над територіальним морем. До територіального моря України належать прибережні морські води завширшки 12 морських миль, відлічуваних від лінії найбільшого відливу як на материку, так і на островах, що належать Україні, або від прямих вихідних ліній, які з'єднують відповідні точки.
Географічні координати цих точок затверджуються в порядку, який встановлюється Кабінетом Міністрів України. В окремих випадках інша ширина територіального моря України може встановлюватися міжнародними договорами України, а якщо договорів немає — відповідно до загальновизнаних принципів і норм міжнародного права;
б) військові кораблі, приписані до портів на території України, що перебувають під прапором України у відкритому морі, в територіальному морі або портах інших держав;
в) невійськові судна, приписані до портів на території України, що перебувають під прапором України у відкритому морі;
г) іноземні невійськові судна, що перебувають у територіальному морі чи порту України;
ґ) військові повітряні судна України, приписані до аеропортів на її території, які під розпізнавальним знаком України перебувають у відкритому повітряному просторі, в повітряному просторі чи на аеродромі іншої держави;
д) невійськові повітряні судна України, які приписані до аеропортів на її території і перебувають поза межами держави у відкритому повітряному просторі під розпізнавальним знаком України.
Виділяють також об'єкти, що не є територією України, але на які за певних умов, передбачених нормами міжнародного права та законодавством України, поширюються юрисдикція і сфера застосування законодавства України:
- континентальний шельф — поверхня і надра морського дна підводних районів, що примикають до узбережжя чи до островів України і є поза зоною територіального моря до глибини 200 м або за цими межами до такого місця, де глибина вод, що покривають шельф, дозволяє розробку природних багатств цих районів. Поверхня і надра морського дна западин, що розташовані в суцільному масиві континентального шельфу України, незалежно від глибини, є частиною континентального шельфу України.
- виключна (морська) економічна зона України — це морські райони, зовні прилеглі до територіального моря України, враховуючи райони навколо островів, що їй належать. Її ширина становить до 200 морських миль, відлічених від тих самих вихідних ліній, що і територіальне море України.

До зазначених об'єктів належать також:
- підводні телеграфні кабелі та трубопроводи, що проходять по дну відкритого моря;
- наукова станція «Академік Вернадський», розташована в Антарктиді на острові Галіндес;
- запущені в космос об'єкти, що належать Україні та включені відповідно до Конвенції про реєстрацію об'єктів, що запускаються у космічний простір від 14 січня 1975 р.[2] до реєстру космічних об'єктів України;
- території дипломатичних представництв і консульських установ України за кордоном;
- автомобілі послів під прапором України;
- місця розташування військових частин України на території інших країн;
- деякі інші об'єкти[3].

Вглиб територія України поширюється від поверхні до технічно доступних геологічному вивченню й освоєнню глибин земних надр. Вгору — на шар атмосфери (тропосферу, стратосферу й прилеглу частину космічного простору), які використовують для польотів повітряних суден.
З точки зору адміністративно-територіального устрою, територією України є сукупність територій усіх її адміністративно-територіальних одиниць верхнього рівня: Автономна Республіка Крим, Вінницька, Волинська, Дніпропетровська, Донецька, Житомирська, Закарпатська, Запорізька, Івано-Франківська, Київська, Кіровоградська, Луганська, Львівська, Миколаївська, Одеська, Полтавська, Рівненська, Сумська, Тернопільська, Харківська, Херсонська, Хмельницька, Черкаська, Чернівецька, Чернігівська області, міста Київ та Севастополь.

Згідно зі статтею 2 Конституції України,
Суверенітет України поширюється на всю її територію.
Україна є унітарною державою.
Територія України в межах існуючого кордону є цілісною і недоторканною.
Територія України не містить анклавів або ексклавів.

Тимчасово окуповані території України

З березня 2014 року окремі частини території України окуповані Російською Федерацією:
Автономна Республіка Крим і Севастополь;
частина Херсонської області (частина Арабатської стрілки, півострови Ад (Чаплинський район), Чонгар (Генічеський район)) — звільнені 9 — 10 грудня 2014 року.
Крім того, з квітня 2014 року контроль України тимчасово не поширюється на частину територій Донецької та Луганської областей, зайнятих російськими та проросійськими силами. Верховна Рада визнала ці території тимчасово окупованими 17 березня 2015 року.
На 2021 рік під тимчасовою російською окупацією перебувало 43 969 км², або 7 % української території. Після початку російського вторгнення 2022 року ця площа зросла у 2,9 раз.
На лютий 2025 за даними Deep State під тимчасовою окупацією знаходиться 112 300 км² або 18,60 % української території.
Верховна Рада України прийняла закон, яким передбачено застосування загального формулювання «тимчасово окупована Російською Федерацією територія України» замість чинних до того «тимчасово окупована територія Автономній Республіці Крим та міста Севастополь» і «тимчасово окуповані території у Донецькій та Луганській областях».

### Територіальні суперечки
- Процес «Румунія проти України»
- Територіальна суперечка між Молдовою і Україною
- Конфлікт щодо острова Тузла

### Російсько-українська війна
- Російсько-українська війна (з 2014)
- Російське збройне вторгнення в Крим (2014)
- Анексія Криму (2014)
- Російська окупація Криму
- Війна на сході України
- Мінські угоди
- Російське вторгнення в Україну (з 2022)
- Спроба анексії окупованих територій України (2022)
- Тимчасово окуповані території України